# 王子惠

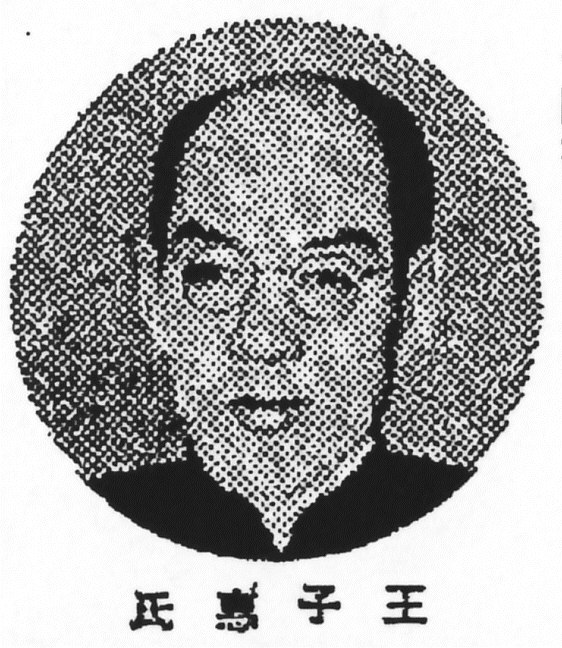
昭和13年（1938年）12月14日《東京朝日新聞》刊登的王子惠照片

王子惠（1892年—？），福建厦门人，中華民國政治家、軍人、记者，中華民國維新政府要人。

## 生平

### 参加維新政府与和平工作
王子惠早年毕业于早稻田大学政治科。归国後，历任记者、北京《国風日報》編輯主任、《正義日報》社社長等职。此後，历任国民軍第2軍駐滬办事处处長、国民革命軍第20軍副軍長兼政治部主任、国民政府总参議代表、中日经济研究会委員。
1938年（民国27年）3月，中華民国維新政府成立，王子惠被任命为实业部部長。同年12月，訪问日本。1939年6月初，王子惠辞去了实业部長职务。关于这一点，孔祥熙的亲信賈存德回忆称，王子惠通过賈存德与孔祥熙加深了联系，辞去实业部長职务是受孔祥熙指示。
此後，王子惠作为孔祥熙的代理人在東京乃至日本从事秘密和平工作。王子惠原与畑俊六关系密切。1940年（民国29年）4月，王子惠与板垣征四郎交涉，板垣征四郎提出具体的和平案5項。结果交涉于1940年（民国29年）破裂。但是，就王子惠的和平工作，贾存德记述的交涉详细过程及时间等等存在许多不明的疑点。而且，賈存德本人于1944年（民国33年）9月经松本重治介绍，与日本方面人物在上海接触之際，日本方面人物也否认了板垣征四郎和平案的存在。

### 日後生涯
日本投降後的1949年，王子惠作为中華民国代表部的一員来到日本。翌年春，结束了政治活動，并定居日本。但1957年10月31日，王子惠以从事海外融資活动为借口，从兵庫县製鋼会社会计骗取7億日元，依詐欺罪受到检举。此时，王子惠自称总統蒋介石的特使。被逮捕的王子惠的待遇和此后的去向不详。